# Ballymore Eustace
Ballymore Eustace (en gaèlic irlandès An Baile Mór que vol dir "la vila gran" o Baile Mór na nIústasach o "la gran vila dels Eustace") és una vila d'Irlanda, al comtat de Kildare, a la província de Leinster. Fins a 1836 es trobava en un "butxaca" del Comtat de Dublín. És a prop de la frontera amb el comtat de Wicklow.

## Situació i accés
Ballymore Eustace es troba en la unió de la carretera R411 i la carretera R413, al marge del riu Liffey, la R411 transcorre sobre un pont de set arcs. Tenia una població de 786 en el cens de 2002. La ciutat és servida per la ruta 65 del Dublin Bus.

## Història
En el segle xiii Ballymore Eustace (aleshores només Ballymore) era al lloc d'un castell, que en 1244 va rebre d'Enric III la concessió una fira de vuit dies. El manteniment del castell va ser concedit a Thomas Fitzoliver FitzEustace com a conestable en 1373, el cognom del qual va arribar a ser associat amb la ciutat, donant-li el seu nom actual. Molts dels descendents de Thomas també van ocupar el càrrec de conestable, incloent el seu net Sir Richard FitzEustace (nomenat el 1414) i el seu besnet Sir Robert FitzEustace (nomenat el 1445). Avui dia no hi ha rastre del castell, però la importància de Ballymore s'accentua pel fet que s'hi va reunir el Parlament en 1389. Era una ciutat fronterera de "la Palissada", i per la seva importància estratègica fou víctima d'incursions de famílies locals.
La primera referència a una església data de 1192, però l'existència de dues grans creus al cementiri de Saint John indica el lloc d'una església prenormanda.
La ciutat i les terres circumdants van formar durant segles una de les tres parts independents de la baronia de Uppercross, al comtat de Dublín. Aquestes terres, originalment part de Dublín per pertànyer a fundacions religioses d'allà, estaven entre els últims enclavaments d'Irlanda, que es van fusionar a Kildare cap a 1836.
La ciutat va ser l'escenari d'un dels primers enfrontaments de la rebel·lió irlandesa de 1798 quan la guarnició britànica van ser atacada pels rebels Irlandesos Units el 23 de maig però els derrotaren a la batalla de Ballymore Eustace. Al segle xix, la major font d'ocupació de la ciutat era el Molí de cotó (propietat de la família Gallagher), les ruïnes del qual segueixen en peu en un lloc conegut com el "forat de pike". Aquest molí emprava 700 persones de la zona i s'hi va construir a una terrassa una filera de cases d'una sola planta per a nombroses famílies, coneguda com a "Weaver's row".

## Entorn
Vora la vila hi ha els llacs Blessington, creats artificialment en la dècada del 1940 amb l'embassament del riu Liffey a Poulaphouca (o "Devil's hole") per a generar electricitat per l'Electricity Supply Board (ESB), i també per crear un dipòsit per a l'abastament d'aigua de la ciutat de Dublín. L'aigua és tractada en una planta de tractament més gran, el Water Treatment Works a Ballymore Eustace és a càrrec del Consell de la Ciutat de Dublín.
Als llacs de Blessington s'hi desenvolupen activitats com la pesca, el rem, la vela, el piragüisme i el windsurf, mentre que l'esquí aquàtic i la pesca es practiquen a Golden Falls, aigües més avall de la presa de Poulaphouca. És a prop Russborough House, un bon exemple de pal·ladianisme, que acull la col·lecció d'art de Beit, gran part de la qual va ser donada a l'estat per Sir Alfred Beit Carril, incloent obres per Goya, Vermeer i Rubens.
També ha estat un lloc d'interès per a la indústria del cinema. La pel·lícula de 1959 Shake Hands with the Devil fou filmada als voltants de la vila. També s'hi filmaren algunes escenes de batalles del film de Mel Gibson Braveheart en 1995. La pel·lícula de 2004 King Arthur es va rodar en part als afores de la vila, raó per la qual es va construir-hi una reproducció d'un kilòmetre de la muralla d'Adrià que fou desmuntada posteriorment.